# Pelsijärvi
Pelsijärvi är en sjö i Finland. Den ligger i kommunen Enontekis i landskapet Lappland, i den norra delen av landet, 900 km norr om huvudstaden Helsingfors. Pelsijärvi ligger 345,2 meter över havet. Omgivningarna runt Pelsijärvi är i huvudsak ett öppet busklandskap. Arean är 12,4 hektar och strandlinjen är 1,8 kilometer lång. Sjön  ingår i Kemi älvs huvudavrinningsområde. 